# جبار رسولف
جبار رسولف (تاجیکی: Ҷаббор Расулов) (۱۰ ژوئیه ۱۹۱۳ – ۴ آوریل ۱۹۸۲) دبیر اول حزب کمونیست تاجیکستان از ۱۲ آوریل ۱۹۶۱ تا ۴ آوریل ۱۹۸۲ بود.

## زندگی
جبار رسولف در ۱۰ ژوئیه ۱۹۱۳ در خجند ولایت سمرقند (تاجیکستان امروزی) در یک خانواده کارگر زاده شد. در سال ۱۹۳۴ او از انستیتوت پنبه آسیای میانه فارغ‌التحصیل شد. وی از سال ۱۹۳۴ تا ۱۹۳۸ به عنوان پنبه‌کار در یک ایستگاه کشاورزی کار کرد.
رسولف از سال ۱۹۳۸ تا ۱۹۴۱ رئیس دپارتمانت و معاون کمیسرای کشاورزی جمهوری شوروی سوسیالیستی تاجیکستان بود. سپس او به عنوان کمیسرای کشاورزی جمهوری شوروی تاجیکستان گماشته شد. در سال ۱۹۴۶، وی به عنوان وزیر محصولات صنعتی جمهوری شوروی تاجیکستان و سپس به عنوان سفیر شوروی در توگو (۱۹۶۰–۱۹۶۱) منصوب شد.
او در سال ۱۹۸۲ درگذشت و در دوشنبه به خاک سپرده شد.

## جوایز
- قهرمان کار سوسیالیست
- ۹ نشان لنین
- نشان انقلاب اکتبر
- نشان جنگ میهنی
- ۳ نشان پرچم سرخ